# Château d'Ussel
Pour les articles homonymes, voir Ussel.
Le château d'Ussel est l'un des plus gros châteaux médiévaux de la Vallée d'Aoste. Il se trouve au sommet d'une colline rocheuse près de Châtillon, dans une position stratégique à l'embouchure du Valtournenche. 

## Histoire
Ébal II de Challant le fit construire en 1343, après des querelles concernant la succession suivant la mort d'Ebal le Grand. Ce dernier, dans son testament, nomma ses héritiers ses quatre fils Pierre, Jacques, Boniface et Jean, et les deux fils de son premier-né Godefroy, qui était déjà mort, et leur ordonna de laisser aux deux neveux, Ebal II et Aymon, la moitié de l'héritage. En 1337 les héritiers parvinrent à un accord : le fief de Fénis fut confié à Aymon, et Ebal reçut Saint-Marcel et Ussel. 
Ebal obtint aussi le droit de bâtir un château à Ussel, mais seulement six ans après l'accord. Au cours des siècles suivants, le château subit le même sort de plusieurs autres manoirs valdôtains : à la mort de François de Challant, dernier seigneur d'Ussel, en 1470, il fut transformé en prison et en caserne, et abandonné par la suite. 
En 1846, à l'extinction de la famille de Challant, il passèrent à la maison de Passerin d'Entrèves, qui le céda à la région Vallée d'Aoste en 1983.
Les travaux de restauration commencèrent cinq ans après et furent achevés en 1999, grâce notamment aux soutien financier du baron Marcel Bich, un industriel originaire de Châtillon célèbre partout dans le monde pour avoir inventé les stylos à bille BiC. Par sa volonté, le château est aujourd'hui un centre d'exposition, ouvert seulement en été.

## Le château

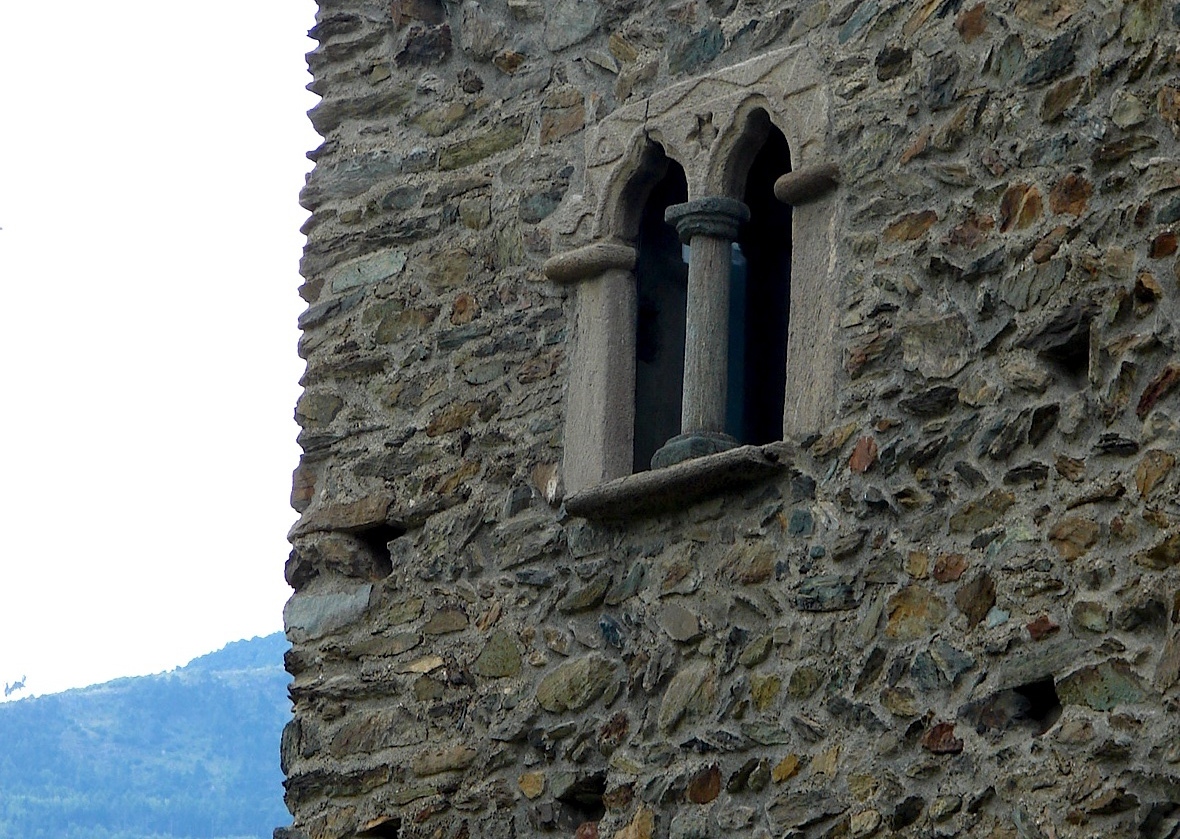
Fenêtre geminée sur le сôté ouest.

Ce manoir représente un tournant dans l'histoire de l'architecture militaire valdôtaine : il a la forme d'un parallélépipède, le premier exemple d'édifice en bloc unique, à mi-chemin entre le style essentiel et sévère de Verrès et l'élégance scénographique de Fénis. Du point de vue historique il est très intéressant, puisqu'il n'a jamais subi de modifications au cours des siècles. 
Sa forme s'inspire aux édifices syriens, connus pendant les croisades, et à la résidence de Bramafam et à la maison-forte de Planaval, à Arvier. 
Son plan est rectangulaire, les côtés longs sur l'axe nord-sud, qui souligne sa fonction de manoir de défense. Il a été bâti directement sur le rocher vif, qui en certains endroits affleure à l'intérieur du château. Les fenêtres jumelées du côté sud sont particulièrement belles, elles sont différenciées entre elles et surmontées par un créneau. Les structures de défense sont les deux tours reliées par un cheminement, et les machicoulis en dessus de l'entrée. Sur le côté nord se trouvent deux tours et un donjon puissant au centre. 
Au cours des siècles la partie intérieure du château a été endommagée, et a été complètement restaurée. Elle était sans doute divisée en trois parties : dans la partie centrale vivait le châtelain, tandis que dans les parties latérales se trouvaient les cuisines, etc. Les chambres étaient réchauffées par des cheminées, dont la forme est encore visible sur les murs, qui étaient disposés afin d'utiliser un conduit de fumée unique. Le toit, qui s'était écroulé, a été complètement refait en matériel transparent.

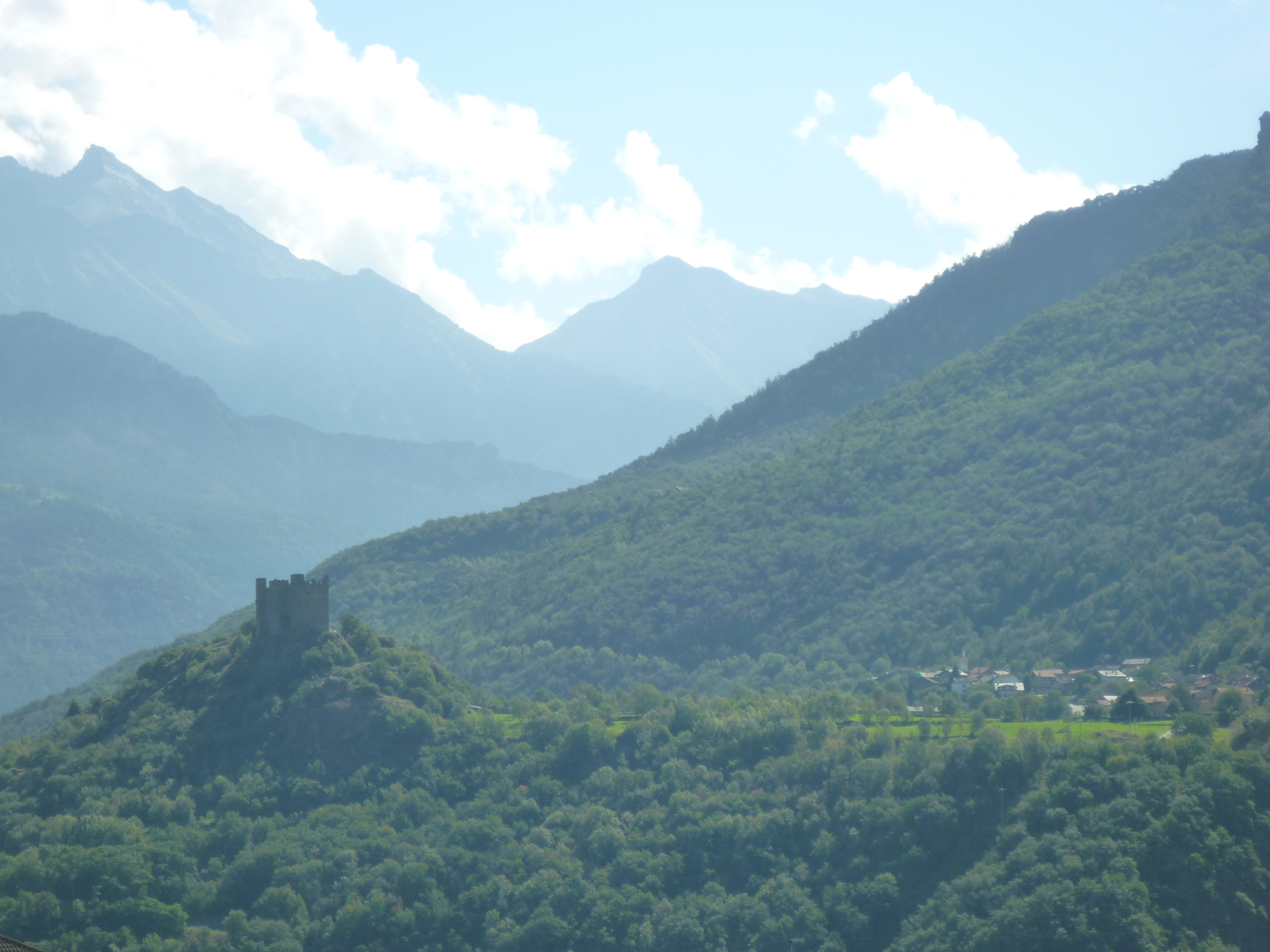
Ussel vu depuis Châtillon.
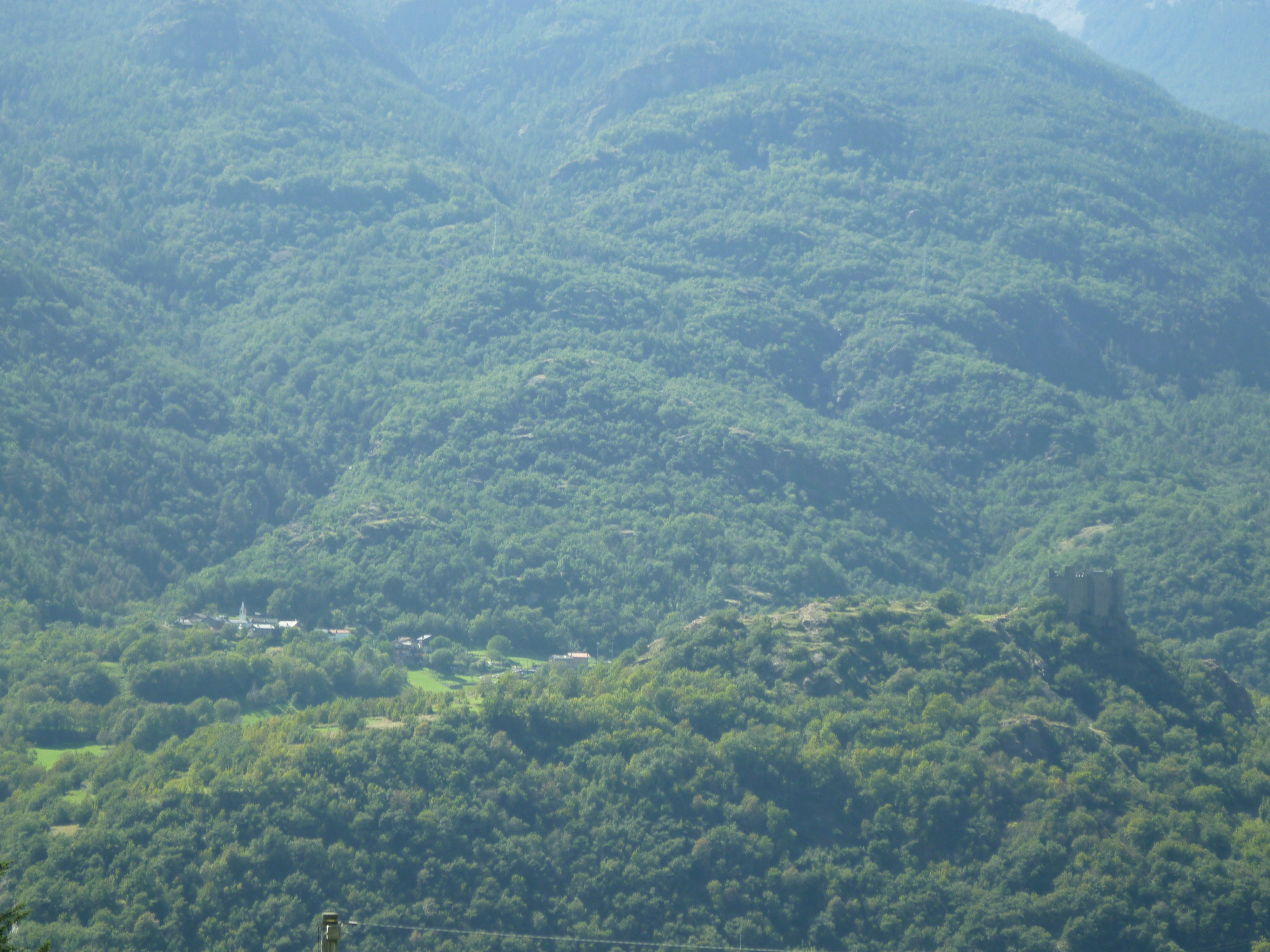
Ussel vu depuis Saint-Vincent.